# Bindusara
Bindusara Amitraghata („Zerstörer der Feinde“) (Regierungszeit: ca. 298–272 v. Chr.) gehört zu den Herrschern der Maurya-Dynastie. Über sein Leben ist nur wenig bekannt. Er ist Nachfolger von Chandragupta Maurya. Legenden über seine Person befinden sich im Ashokavadana, in den Singhalesischen Chroniken und in der Vamsatthappakasini, einem Kommentar zum Mahavamsa. Griechische Quellen kennen einen Sohn Bindusaras namens Amitrochates (Sanskrit Amitraghata, „der Feindebezwinger“), der oft mit Bindusara identifiziert wird.
Von seinem Vorgänger Chandragupta hat Bindusara ein großes Reich geerbt. Es gibt kaum Hinweise über die Grenzen des Landes und noch weniger ist über die politische Entwicklung unter ihm bekannt. Wahrscheinlich ist, dass das Maurya-Reich zu Zeiten Chandraguptas gesamt Nordindien einnahm, insgesamt vielleicht 2/3 des Subkontinents. Bindusara hat das Reich möglicherweise weiter Richtung Süden ausgedehnt. Lamotte (siehe Quellen) geht jedoch davon aus, dass Bindusara lediglich einige Aufstände, hervorgerufen durch ein paar seiner Gouverneure, in seinem Reich niedergeschlagen und somit die Größe seines Reiches bewahrt hat.
Belegt ist, dass Bindusara im regen Kontakt mit seinen Nachbarn, den Seleukiden stand. So empfing er an seinem Hofe Daimachos, Botschafter von Seleukos I. Nikator. Ebenfalls belegt ist seine regelmäßige Korrespondenz mit Antiochos I. Soter. Ein gewisser Dionysios wird zudem als Gesandter von Ptolemaios II. am indischen Königshof erwähnt, doch ist es unklar, um welchen indischen Herrscher es sich handelte.
Die Brahmanen hatten unter Bindusara einen guten Stand. Er förderte sie und ihre Anhängerschaft. Er zeigte auch Interesse an einer Gruppe von Wanderasketen, Parivrajakas genannt. Zumindest nahm einer von ihnen, namens Pingalavatsa, eine wichtige Position an seinem Gerichtshof ein.
Bindusaras Pläne für seinen Thronfolger wurden von seinem Sohn Ashoka zunichtegemacht. Eigentlich sollte sein ältester Sohn Susima die Herrschaft übernehmen. Nach dem Tod Bindusaras nahm Ashoka jedoch sofort die Hauptstadt des Reiches, Pataliputra, ein und schaffte es mit Hilfe des Ministers Radhagupta, alle eventuellen Nachfolger abzuwehren und selbst den Thron zu besteigen.